# 永井成男
永井 成男（ながい しげお、1921年 - 2006年）は、日本の哲学者。東洋大学名誉教授。専攻は、科学哲学・分析哲学。

## 略歴
福島県生まれ。1944年東京医学歯学専門学校（現東京医科歯科大学）卒、1949年早稲田大学文学部哲学科卒。1957年同大学院（旧制）修了、千葉大学助教授、東洋大学短期大学教授、1992年定年、名誉教授。日本科学哲学会委員長。

## 著書
- 『分析哲学 言語分析の論理的基礎』弘文堂　1959
- 『現代論理学の基礎 推理と分析の論理』有信堂　1964
- 『科学と論理 現代論理学の意味』河出書房新社　1971
- 『分析哲学とは何か 世界観の形成のために』1973　紀伊国屋新書
- 『哲学的認識の論理』早稲田大学出版部　1974　双書現代の論理
- 『世界観の論理』早稲田大学出版部　1976　双書現代の論理
- 『認識と価値』早稲田大学出版部　1984
- 『現象主義と世界 認識・存在・価値』世界書院　1988　ぷろぱあ叢書

## 共編著
- 『科学哲学概論』黒崎宏共著　有信堂　1967
- 『講座現代哲学入門』全4巻　岩崎武雄、沢田允茂共編　有信堂　1968
- 『現代の哲学的論理学』斎藤晢郎共編著　東海大学出版会　1969
- 『基礎論理学』桑野耕三共著　早稲田大学出版部　1977
- 『現代論理学の方法』編　八千代出版　1981
- 『帰納的確率と様相の論理』大窪徳行共著　早稲田大学出版部　1986　双書現代の論理
- 『記号論 その論理と哲学』和田和行共著　北樹出版　1989
- 『哲学的論理学 基礎と研究』和田和行共著　北樹出版　1997

## 翻訳
- ルドルフ・カルナップ『意味と必然性 意味論と様相論理学の研究』共訳　紀伊国屋書店　1974
- ヤーッコ・ヒンティッカ『認識と信念 認識と信念の論理序説』内田種臣共訳　紀伊国屋書店　1975
- 『カルナップ哲学論集』内田種臣共編 内井惣七共訳　紀伊国屋書店　1977

## Web上の関連テキスト
- 永井成男「ラッセルから学ぶ」 『ラッセル協会会報』n.15（1970年５月）pp.5-6.
- 永井成男「(巻頭言）(ラッセル)理論と実践」 『ラッセル協会会報』n.20（1972年１月）pp.1-2. ]
- 永井成男「ラッセルの無限論と論理主義の立場」 『ラッセル協会会報』n.５（1966年７月）pp.8-11.